# Waidmannsfeld
Waidmannsfeld ist eine Gemeinde mit 1474 Einwohnern (Stand 1. Jänner 2025) im Bezirk Wiener Neustadt in Niederösterreich.

## Geografie
Die Gemeinde Waidmannsfeld erstreckt sich vom Tal des Waidmannsbachs (eines rechten Nebenflusses der Piesting) über den Kitzberg und den Neukogel bis in den Ortsteil Neusiedl und die Rotte Ortmann (Papierfabrik der Essity, vormals SCA) im Industrieviertel in Niederösterreich. Die Fläche der Gemeinde umfasst 21,38 Quadratkilometer. 77,9 Prozent der Fläche sind bewaldet.

### Gemeindegliederung
Das Gemeindegebiet umfasst folgende drei Ortschaften (in Klammern Einwohnerzahl Stand 1. Jänner 2025):
- Neusiedl (1070)
- Schallhof (25)
- Waidmannsfeld (379)

Die Gemeinde besteht aus den Katastralgemeinden Neusiedl bei Pernitz und Waidmannsfeld.

### Nachbargemeinden
|            | Pernitz                                     |         |
| Gutenstein | Kompassrose, die auf Nachbargemeinden zeigt | Waldegg |
|            | Miesenbach                                  |         |

## Geschichte
Am Kirchbichl in Waidmannsfeld wurde bereits im 12. Jahrhundert eine der Mariä Himmelfahrt geweihte Kirche errichtet, ein romanischer Saalbau mit Rechteckchor und Turm im Westen. Vermutlich schon 1136 wurde sie Pfarrkirche.
Um 1350 wurden Waidmannsfeld und Neusiedl der Habsburger-Herrschaft Gutenstein angeschlossen.
In der Mitte des 16. Jahrhunderts gab es lutherische Prediger und katholische Geistliche in der Pfarre. Als 1579 die Pfarre Scheuchenstein mit Waidmannsfeld vereinigt wurden, war Waidmannsfeld die größte Pfarre des Piestingtales. Erst 1783 wurde Scheuchenstein wieder selbständig.
Neusiedl erlangte erst im Zuge der Industrialisierung an Bedeutung. Aus einer bäuerlichen Sägemühle entstand in der Mitte des 19. Jahrhunderts eine Schwertfabrik, die 1866 von Ignaz Ortmann und August Kruss gekauft wurde. Sie gründeten eine Spinnerei für Schafwolle. Als 1877 die Gutensteinerbahn eröffnet wurde, erhielt das Werk einen eigenen Bahnhof und wurde um eine Deckenweberei für das Militär erweitert. Die Fabrik war bereits Haupterwerbszweig der Bevölkerung, als Julius Bunzl das Werk kaufte. Er erweiterte es um eine Watte-Erzeugung. Aus Arbeitskräftemangel wurden Arbeiter in Südmähren geworben und Wohnhäuser gebaut. 1917 erfolgte eine Erweiterung um Papiermaschinen und die Spezialisierung auf Dünn- und Krepppapier. Damit wurden 1921 fast vierzig Prozent des Weltmarktbedarfs erzeugt. Als es in der Zwischenkriegszeit zu Arbeitslosigkeit kam, startete Hugo Bunzl ein Wohnbauprogramm mit dem Wiener Architekten Josef Frank. In der Arbeitersiedlung „Neue Kolonie“ hatte jede Wohneinheit einen kleinen Gemüsegarten zur Selbstversorgung. In der Folge wurden ein Gasthaus, ein Volksheim, ein Kinderheim und 1936 die Filialkirche hl. Maria errichtet.

### Bevölkerungsentwicklung
| Waidmannsfeld: Einwohnerzahlen von 1869 bis 2025    | Waidmannsfeld: Einwohnerzahlen von 1869 bis 2025 | Waidmannsfeld: Einwohnerzahlen von 1869 bis 2025 | Waidmannsfeld: Einwohnerzahlen von 1869 bis 2025 | Waidmannsfeld: Einwohnerzahlen von 1869 bis 2025 |
| --------------------------------------------------- | ------------------------------------------------ | ------------------------------------------------ | ------------------------------------------------ | ------------------------------------------------ |
| Jahr                                                |                                                  |                                                  |                                                  | Einwohner                                        |
| 1869                                                | 1869                                             |                                                  | 781                                              | 781                                              |
| 1880                                                | 1880                                             |                                                  | 995                                              | 995                                              |
| 1890                                                | 1890                                             |                                                  | 1.141                                            | 1.141                                            |
| 1900                                                | 1900                                             |                                                  | 1.178                                            | 1.178                                            |
| 1910                                                | 1910                                             |                                                  | 1.372                                            | 1.372                                            |
| 1923                                                | 1923                                             |                                                  | 1.859                                            | 1.859                                            |
| 1934                                                | 1934                                             |                                                  | 1.843                                            | 1.843                                            |
| 1939                                                | 1939                                             |                                                  | 1.748                                            | 1.748                                            |
| 1951                                                | 1951                                             |                                                  | 1.610                                            | 1.610                                            |
| 1961                                                | 1961                                             |                                                  | 1.770                                            | 1.770                                            |
| 1971                                                | 1971                                             |                                                  | 1.830                                            | 1.830                                            |
| 1981                                                | 1981                                             |                                                  | 1.864                                            | 1.864                                            |
| 1991                                                | 1991                                             |                                                  | 1.735                                            | 1.735                                            |
| 2001                                                | 2001                                             |                                                  | 1.816                                            | 1.816                                            |
| 2011                                                | 2011                                             |                                                  | 1.615                                            | 1.615                                            |
| 2021                                                | 2021                                             |                                                  | 1.510                                            | 1.510                                            |
| 2025                                                | 2025                                             |                                                  | 1.474                                            | 1.474                                            |
| Quelle(n): Statistik Austria, Gebietsstand 1.1.2021 |                                                  |                                                  |                                                  |                                                  |

### Religion
Nach den Daten der Volkszählung 2001 sind 72,9 % der Einwohner römisch-katholisch und 3,5 % evangelisch. 4,4 % sind Muslime, 1,2 % gehören orthodoxen Kirchen an. 16,1 % der Bevölkerung haben kein religiöses Bekenntnis.

## Kultur und Sehenswürdigkeiten

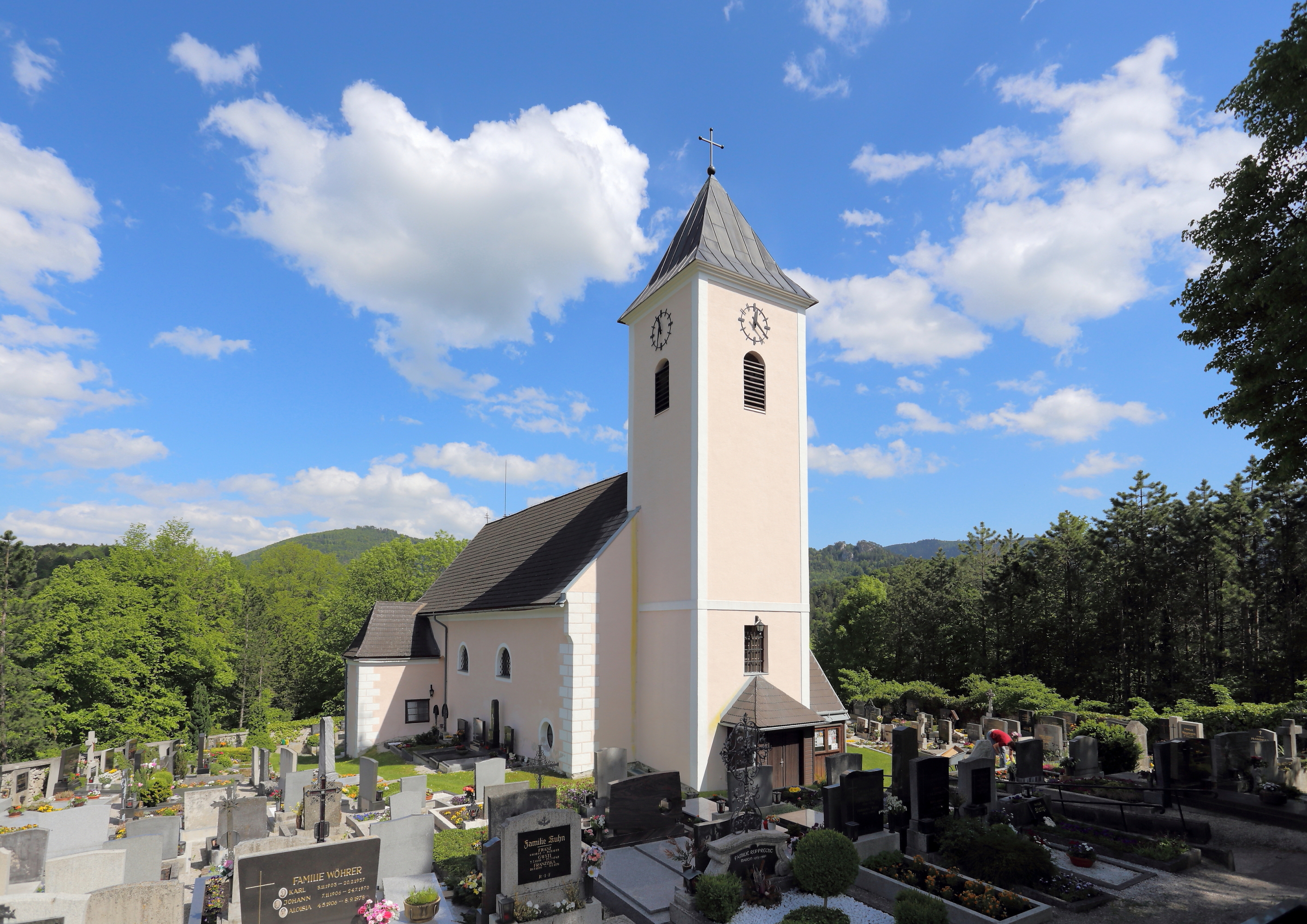
Pfarrkirche Waidmannsfeld

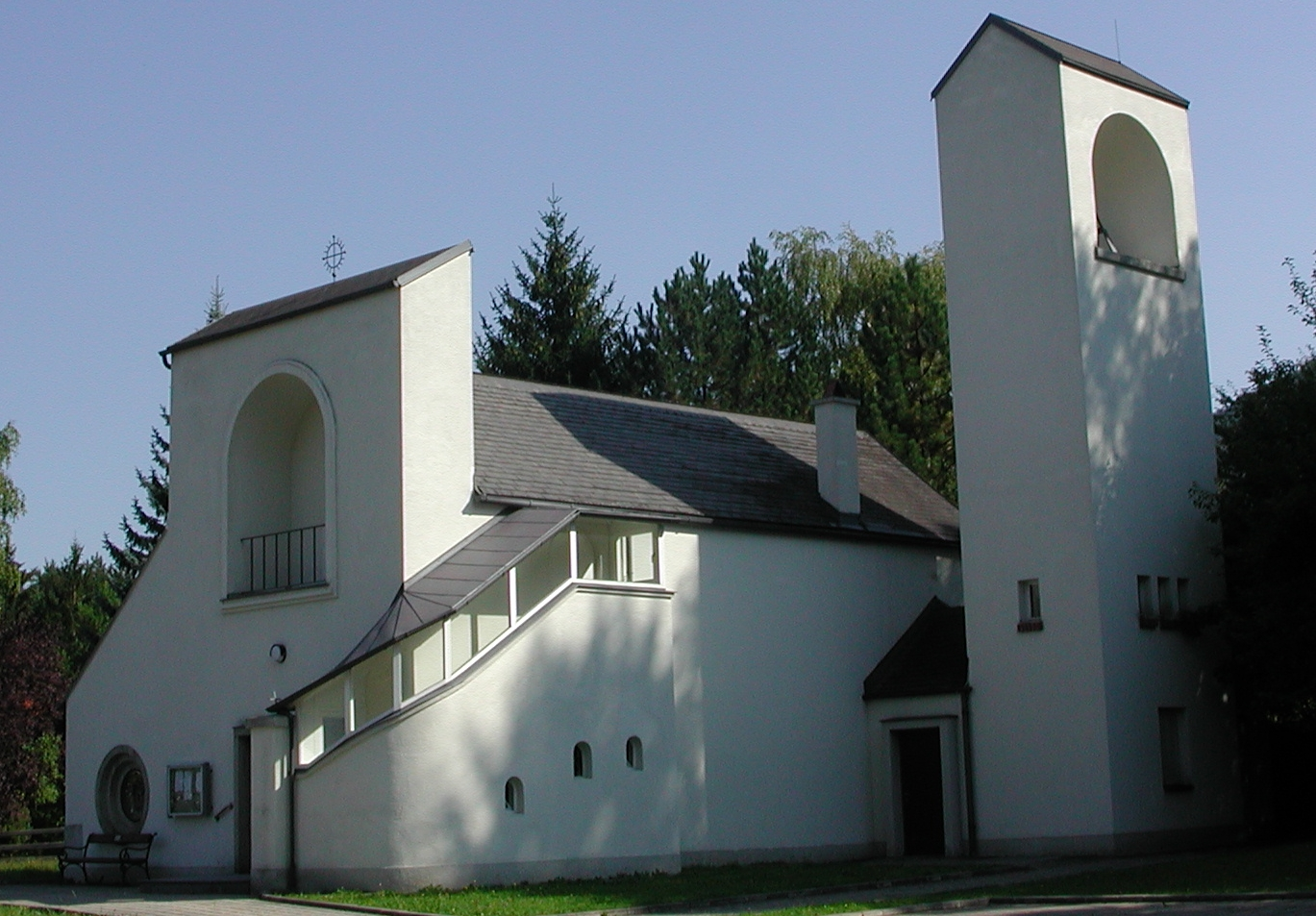
Filialkirche Ortmann in Neusiedl

- Katholische Pfarrkirche Waidmannsfeld Mariä Himmelfahrt
- Katholische Filialkirche Ortmann hl. Maria

## Wirtschaft und Infrastruktur
Ein Teil der Produktion der Firma Essity befindet sich auf Gemeindegebiet.

### Wirtschaftssektoren
Von den 31 landwirtschaftlichen Betrieben des Jahres 2010 wurden elf im Haupt-, fünfzehn im Nebenerwerb, zwei von Personengemeinschaften und drei von juristischen Personen geführt. Von den 72 Erwerbstätigen im Produktionssektor arbeiteten 57 in der Bauwirtschaft. Der größte Arbeitgeber im Dienstleistungssektor war der Bereich soziale und öffentliche Dienste.
| Wirtschaftssektor            | Anzahl Betriebe | Anzahl Betriebe | Erwerbstätige | Erwerbstätige |
| Wirtschaftssektor            | 2011            | 2001            | 2011          | 2001          |
| ---------------------------- | --------------- | --------------- | ------------- | ------------- |
| Land- und Forstwirtschaft 1) | 31              | 34              | 19            | 18            |
| Produktion                   | 13              | 13              | 72            | 79            |
| Dienstleistung               | 59              | 38              | 136           | 84            |

1) Betriebe mit Fläche in den Jahren 2010 und 1999

### Arbeitsmarkt, Pendeln
Im Jahr 2011 lebten 755 Erwerbstätige in Waidmannsfeld. Davon arbeiteten knapp über 100 in der Gemeinde, fast neunzig Prozent pendelten aus.

### Verkehr
Durch die Gemeinde verläuft der Biedermeier-Radwanderweg.

## Politik
| Der Gemeinderat hat 19 Mitglieder. - Mit den Gemeinderatswahlen in Niederösterreich 2010 hatte der Gemeinderat folgende Verteilung: 12 SPÖ, 4 ÖVP, 3 Bürgerliste „Wir“. - Mit den Gemeinderatswahlen in Niederösterreich 2015 hatte der Gemeinderat folgende Verteilung: 15 SPÖ, 3 Team Weißenberger, und 1 FPÖ. - Mit den Gemeinderatswahlen in Niederösterreich 2020 hatte der Gemeinderat folgende Verteilung: 16 SPÖ und 3 ÖVP. - Mit den Gemeinderatswahlen in Niederösterreich 2025 hat der Gemeinderat folgende Verteilung: 16 SPÖ, 2 ÖVP und 1 FPÖ. | Die zur Anzeige dieser Grafik verwendete Erweiterung wurde dauerhaft deaktiviert. Wir arbeiten aktuell daran, diese und weitere betroffene Grafiken auf ein neues Format umzustellen. (Mehr dazu) |

### Bürgermeister
Bürgermeister seit 1945 waren:
- bis 1945 Adalbert Winkler
- 1945–1946 Anton Pospisek (KPÖ)
- 1946–1970 Franz Cibulka (SPÖ)
- 1970–1980 Anton Kadluba (SPÖ)
- 1980–1990 Franz Knabel (SPÖ)
- 1990–2006 Josef Stadler (SPÖ)
- 2006–2015 Kurt Cykel (SPÖ)
- seit 2015 Andreas Knabel (Liste SPÖ)

### Wappen
Im Jahr 1992 wurde der Gemeinde folgendes Wappen verliehen: In einem durch einen silbernen geschwungenen Balken schräglinks geteilten Schild vorne in Grün eine goldene Kirche mit rechtsstehendem Turm und schwarzen Türen und Fenstern, hinten in Rot drei silberne aufgerollte Papierrollen, zwei zu eins gestellt.

## Persönlichkeiten
- Michaela Dorfmeister (* 1973), Skirennläuferin und zweifache Olympiasiegerin
- Josef Reixenartner (1928–1988), Landtagsabgeordneter und Gemeinderat (SPÖ)
- Franz Rottensteiner (* 1942), Publizist und Kritiker
- Franz Schönthaler (1821–1904), ehem. k.u.k Hof-Bildhauer, geboren im Ortsteil Neusiedl